# Жарко Броз
Жарко Броз (Велико Тројство, 2. фебруар 1924 — Београд, 26. јун 1995) био је учесник Великог отаџбинског рата и син Јосипа Броза Тита, доживотног председника СФР Југославије. У совјетским службеним објавама током Отаџбинског рата је био наведен као Жарко Фридрихович Броз.

## Биографија
Жарко Броз је рођен 2. фебруара 1924. у Великом Тројству. Био је четврто дете Јосипа Броза и совјетске држављанке Пелагије Белоусове. Жарков најстарији брат је умро након рођења, а још један брат Хинко и сестра Златица су исто умрли рано. Детињство је провео у Москви. Након избијања Великог отаџбинског рата, он се у доби од 17. година пријавио у Црвену армију. Тамо је напредовао до официрског чина, те се истакао у борби, добивши два одликовања, а у борбама за Москву је изгубио руку.
Године 1944. је дошао у Југославију. Након завршетка Другог светског рата 1946. године, одликован је од стране Лудвика Свободе, чехословачком Медаљом за храброст и заслуге.
Женио се три пута: 1947. године се оженио са Рускињом Тамаром Вегер, са којом је добио двоје деце – сина Јосипа Јошку (1947-2025) и ћерку Златицу (рођена 1948). У другом браку, са Терезом Кујунџић је добио сина Едварда (рођен 1951), у трећем браку, са Златом Јелинек, добио је ћерку Светлану (1955-2025).
Уочи распада Југославије је живео у Београду. Био је међу првима у месној заједници 4. јул који је гласао на парламентарним изборима у Србији 1993, а том приликом је за новинаре изјавио да Ко год да победи, добри бити неће.
Преминуо је 26. јуна 1995. у Београду.

## Одликовања
- Орден Отаџбинског рата II степена: 13. април 1944. године.[1]